# Панхак (станция метро)
«Панхак» (кор. 방학역) — наземная станция Сеульского метро на Первой линии. Она представлена двумя боковыми платформами и имеет три выхода. Станция обслуживается корпорацией железных дорог Кореи (Korail). Расположена в квартале Тобон-дон (адресː 3 Dobong-no 150-da-gil) района Тобонгу в городе Сеул (Республика Корея). На станции установлены платформенные раздвижные двери.
Пассажиропоток — 19 891 чел/день (на 2012 год).
Первая линия Сеульского метрополитена 2 сентября 1986 года была продлена на 7,9 км — участок Чандон—Хверён и открыто 5 станций (Хверён, Манвольса, Тобонсан, Тобон, Панхак).